# USS Reno (DD-303)
Za druga plovila z istim imenom glejte USS Reno.
USS Reno (DD-303) je bil rušilec razreda Clemson v sestavi Vojne mornarice Združenih držav Amerike.
Rušilec je bil poimenovan po pomorskem častniku Walterju Elsworthu Renu.

## Zgodovina
V skladu s Londonskim sporazumom o pomorski razorožitvi je bil rušilec 8. julija 1930 izvzet iz aktivne službe in naslednje leto razrezan.